# Cesta I. triedy 49
Die Cesta I. triedy 49 (slowakisch für ‚Straße 1. Ordnung 49‘), kurz I/49, ist eine kurze Straße 1. Ordnung in der Slowakei. Sie befindet sich im Nordwesten des Landes.
Die Straße ist die Fortsetzung der ebenfalls als I/49 bezeichneten tschechischen Staatsstraße und folgt dem Fluss Biela voda in südöstliche Richtung zwischen den Weißen Karpaten und dem Javorník-Gebirge zur Stadt Púchov. Dort überquert sie die Waag und endet in Beluša an der Straße 1. Ordnung 61.
Die I/49 soll in der Zukunft durch die Schnellstraße R6 ersetzt werden. Zurzeit ist nur die teils als Straße I/49a und teils als R6 gewidmete Strecke Púchov–Beluša errichtet worden.